# Hypothyris bicolor
Hypothyris bicolor är en fjärilsart som beskrevs av Riley 1919. Hypothyris bicolor ingår i släktet Hypothyris och familjen praktfjärilar. Inga underarter finns listade i Catalogue of Life.